# Øster Egede Sogn
Øster Egede Sogn er et sogn i Tryggevælde Provsti (Roskilde Stift).
I 1800-tallet var Øster Egede Sogn anneks til Ulse Sogn. Begge sogne hørte til Fakse Herred i Præstø Amt. Trods annekteringen dannede de hver sin sognekommune. Ved kommunalreformen i 1970 blev både Ulse og Øster Egede indlemmet i Rønnede Kommune, der ved strukturreformen i 2007 indgik i Faxe Kommune.
I Øster Egede Sogn ligger Øster Egede Kirke.
I sognet findes følgende autoriserede stednavne:
- Atterup (bebyggelse, ejerlav)
- Atterup Overdrev (bebyggelse)
- Hejede Gårde (bebyggelse, ejerlav)
- Hundemose Skov (areal)
- Jomfruens Egede (ejerlav, landbrugsejendom)
- Kirkeskov (areal)
- Viverup (bebyggelse, ejerlav)
- Ås (bebyggelse, ejerlav)